# Levin Friedrich von der Schulenburg
Levin Friedrich von der Schulenburg, seit 1786 Graf von der Schulenburg, (* 23. Juni 1738 in Burgscheidungen; † 26. März 1801 ebenda) war kursächsischer Geheimer Rat und Erb-, Lehn- und Gerichtsherr auf Burgscheidungen und Kirchscheidungen sowie Kleinliebenau.

## Leben

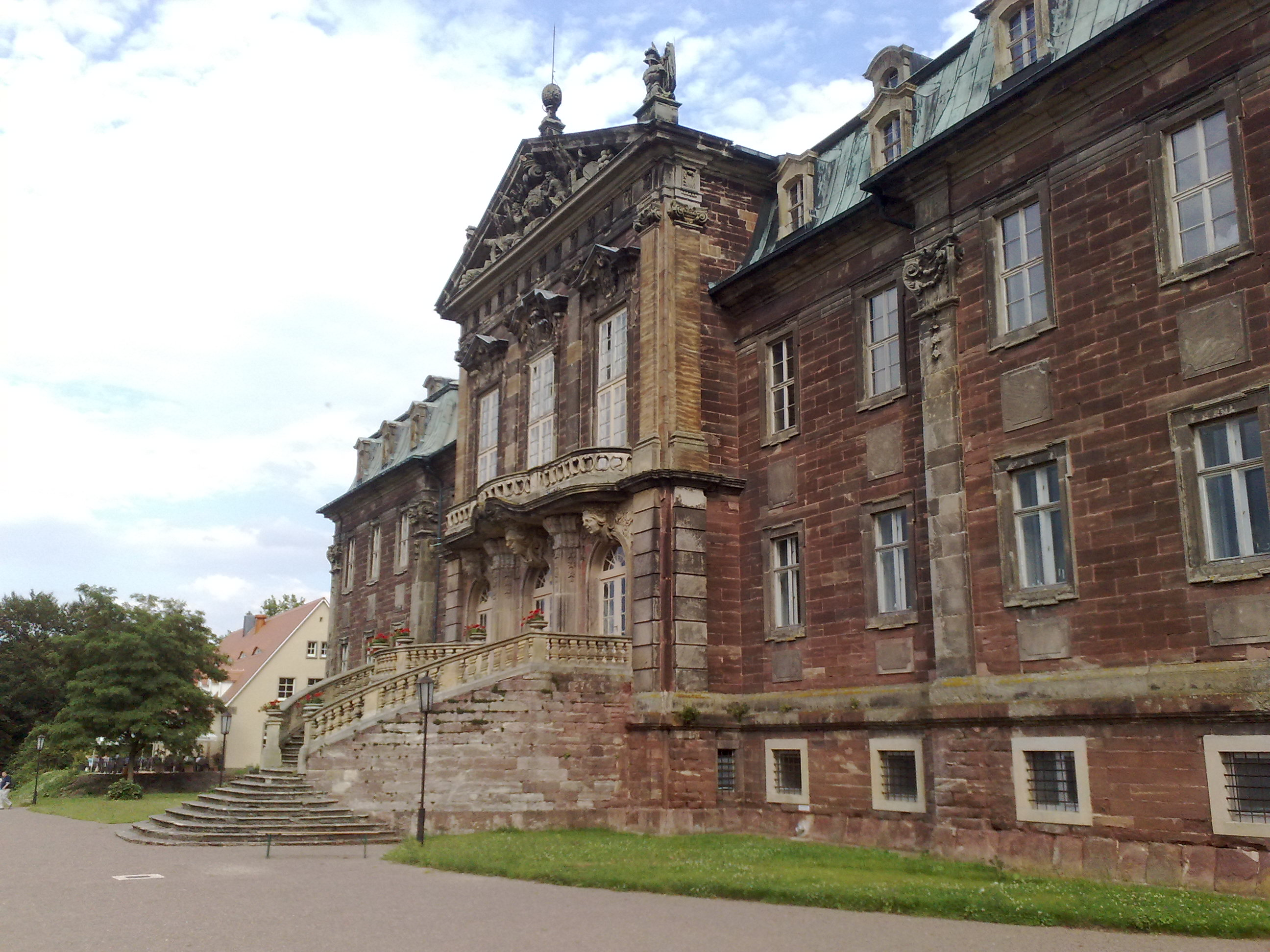
Schloss Burgscheidungen, Elternhaus von Levin Friedrich

Levin Friedrich (IV.) war der Sohn von Levin Friedrich (III.) (1708–1739), der durch Erbschaft von seinem Patenonkel einen umfangreichen Besitzkomplex mit Burg- und Kirchscheidungen im Mittelpunkt erhalten hatte. Gegen zahlreiche Klagen seiner Verwandten aus der Familie Schulenburg konnte er diesen Besitz behaupten und in Burgscheidungen ein repräsentatives Barockschloss errichten. In diesem Schloss kam 1738 Levin Friedrich zur Welt, der aus Dankbarkeit die Vornamen desjenigen Mannes erhielt, dem dieser umfangreiche Grundbesitz zu verdanken war. 1739 wurde sein jüngerer Bruder Moritz Heinrich von der Schulenburg geboren. Doch im gleichen Jahr starb plötzlich der Vater als königlich-polnischer und kurfürstlich-sächsischer Kreiskommissarius des Thüringer Kreises. So musste seine Mutter Henriette Elisabeth geb. von Heßler ihn und seine Geschwister allein erziehen. Sein Vormund Rudolf von Schönfeldt erwarb für ihn in mehreren Etappen bis 1748 das komplette Rittergut Kirchscheidungen.

## Familie
1771 heiratete er Maria Anna Wilhelmina Gräfin von Bose (* 8. September 1749), die Tochter des kursächsischen Oberkammerherrn Graf Friedrich Carl von Bose (* 23. Mai 1726; † 21. Juni 1767 in Dresden) und seiner Ehefrau Gräfin Juliane Wilhelmine von Putbus aus dem Hause Einsiedelsburg (* 29. Januar 1728 in Putbus/Rügen; † 23. Dezember 1798 in Dresden). Der Geheime Rat Friedrich Wilhelm August Carl von Bose war ihr Bruder. Aus dieser Ehe gingen vier Kinder hervor:
- Moritz Levin Friedrich Graf von der Schulenburg, Kammerherr (* 2. Januar 1774; † 4. September 1814)

⚭ Anna Charlotte Ferdinande von der Asseburg (1778–1805)
⚭ Juliane Charlotte von Bose (1749–1815)
- Malthe Alexander (1776–1807), Domherr zu Merseburg
- Ludwig August (* 8. Dezember 1777; † 29. Mai 1826), Kammerjunker ⚭ Auguste von Bünau (1782–1826)
- Wilhelmine Luise (* 15. Dezember 1772; † 27. Mai 1846) ⚭ Graf Friedrich Lebrecht Sebastian von Nostitz-Wallwitz (1773–1836)